# Мочалище (Марий Эл)
Мочали́ще — посёлок (с 2004 года) в Звениговском районе Республики Марий Эл, Россия. Входит в состав городского поселения Суслонгер.

## Этимология
На этом месте люди мочили липовую кору на мочало. Мочалище — место, где производят мочало.

## География
Расположен на реке Юшут, в 8 км от железнодорожной станции Суслонгер. Находится в южной части республики в зоне хвойно-широколиственных лесов, по берегам реки Юшут.

### Климат
Климат характеризуется как континентальный, умеренно влажный. Среднегодовая температура воздуха — 2,3 °С. Средняя температура воздуха самого тёплого месяца (июля) — 18,2 °C (абсолютный максимум — 38 °C); самого холодного (января) — −13,7 °C (абсолютный минимум — −47 °C). Среднегодовое количество атмосферных осадков составляет 491 мм, из которых 352 мм выпадает в период с апреля по октябрь.

## История
В декабре 1941 года на берегу реки Юшут начали сооружать землянки и бараки для рабочих строящегося деревообрабатывающего предприятия. Одновременно строились цеха, перевозилось оборудование эвакуированных предприятий. С 1 мая 1942 года предприятие в Мочалище было оформлено как самостоятельный завод. Вместе с заводом строился и поселок. К маю 1942-го работали ремонтно-пошивочная и ремонтно-сапожная мастерские, парикмахерская, баня, кинопередвижка, фотография, зубоврачебный кабинет. В 1947 году на территории завода был построен железнодорожный тупик от Юшутской железнодорожной ветки. Поселок связали железной дорогой с поселком Суслонгер. В 1944 году в поселок Мочалище в качестве восьмилетней была переведена Отарская начальная школа, с 1954 года — средняя школа. В 1949 году Суслонгерский лесокомбинат в Мочалище был переименован в ДОК. С 1950-х годов посёлок имел статус посёлка городского типа в составе Семеновского района. В 1959 году посёлок вошёл в состав Звениговского района. С 1968 года в поселке работает музыкальная школа по классам фортепьяно, баяна, аккордеона, хорового пения. 21 августа 1973 года в связи с передачей предприятия в Министерство машиностроения, легкой и пищевой промышленности и бытовых приборов СССР Суслонгерский ДОК был переименован в Марийский завод холодильного оборудования.
C выходом закона Республики Марий Эл от 19 июля 2004 года № 26-З, в соответствии со статьями 14, 16 и 21 «О порядке решения вопросов административно-территориального устройства в Республике Марий Эл» и решением районного Собрания муниципального образования «Звениговский район», было принято решение преобразовать посёлок городского типа Мочалище Звениговского района в сельский населённый пункт — посёлок Мочалище, который вошёл в состав городского поселения Суслонгер.

## Население
| 1959  | 1970  | 1979  | 1989  | 2002  | 2010  | 2012  |
| ----- | ----- | ----- | ----- | ----- | ----- | ----- |
| 3848  | ↘2870 | ↘2533 | ↘2522 | ↘2253 | ↘1958 | ↘1920 |
| 2013  | 2014  | 2015  | 2016  | 2017  | 2018  | 2019  |
| ↘1859 | ↘1846 | ↘1819 | ↘1795 | ↘1759 | ↘1709 | ↘1641 |
| 2020  | 2021  | 2023  |       |       |       |       |
| ↘1592 | ↘1489 | ↘1451 |       |       |       |       |

## Инфраструктура
В посёлке имеются МОУ «Мочалищенская средняя общеобразовательная школа», детский сад «Ромашка», Мочалищенская детская школа искусств, врачебная амбулатория, дом культуры, отделение почтовой связи № 425051, пожарная часть № 42.

## Экономика
На территории посёлка Мочалище ранее работал Марийский завод холодильного оборудования (филиал АНПО «Марихолодмаш», основанный в 1941 году). Строился, но не был достроен химический завод. Ранее — главная станция ведомственной Юшутской железной дороги (Суслонгер — Мочалище — Зеленогорск), которая была разобрана в 2004 году.

## Достопримечательности
- Мост через Юшут близ посёлка — место старта ежегодного майского сплава.